# Натяжко Кирило Васильович
Кирило Васильович Натяжко (*30 листопада 1990, Дніпропетровськ, Україна) — український професійний  баскетболіст, центровий команди Дніпро. Гравець збірної команди України з баскетболу, з якою брав участь у Чемпіонаті світу з баскетболу 2014. Майстер спорту України міжнародного класу (з січня 2014).

## Шкільний період
Під час гри в шкільній команді IMG Academy ввходив до списку 75 найбільш перспективних баскетболістів США та до 9 найперспективніших центрових згідно порталу rivals.com. У випускному класі набирав в середньому 21 очко за гру та збирав 9 підбирань.

## Кар'єра
Натяжко виступав в американській університетській лізі, граючи за команду «Уайлдкетс» університету Арізони. Після того, як його ніхто не обрав на драфті 2012 року він повернувся на Батьківщину і підписав контракт з БК «Азовмаш» за системою 2+1.
21 червня 2014 року він перейшов до литовської команди Ліетувос Рітас, яку покинув 27 лютого 2015 року, підписавши контракт з польською Туров Згожелец.
12 вересня 2015 року Кирило знову змінив команду, переїхавши цього разу до Угорщини — до команди Шолнокі Олай. Однак вже в грудні він залишив угорців, підписавши контракт з Астаною з Казахстану. 2016 року залишив клуб з Астани у зв'язку з численними травмами.
У серпні 2018 року після двохрічної перерви, Натяжко повернувся до тренувань та провів збір з клубом «Дніпро». Невдовзі сторони підписали контракт.